# Stop kodon

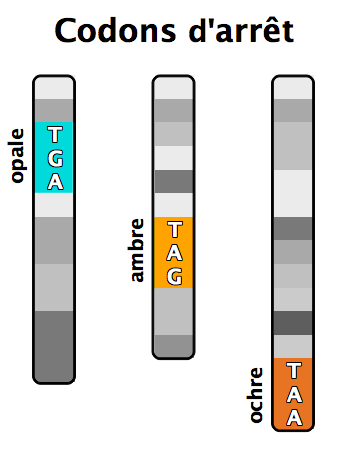
stop kodony

Stop kodon (též terminační kodon) je trojice nukleotidů (kodon), jež ribozom rozeznává jako počátek genu a končí zde syntéza proteinu. Obvykle se jedná o jeden z kodonů UAA, UAG či UGA. Nepřísluší jim žádná tRNA s odpovídajícím antikodonem. Když je nějaký ze stop kodonů čten na ribozomu, naváže se na něj v A-místě tzv. release faktor (protein podobný svým tvarem molekule tRNA) a způsobí, že je místo další aminokyseliny zařazena molekula vody. Tím se ukončí translace, dojde tedy k její tzv. terminaci. Následně se uvolní vzniklý polypeptid a poté se na dvě své podjednotky rozpadne i ribozom.
Podstatou tzv. nesmyslných (nonsense) mutací je právě vznik stop kodonů tam, kde být nemají. Udává se, že až třetina mutací projevujících se na lidském zdraví dává vzniknout právě takovým nesmyslným kodonům.